# Борисов, Николай Александрович (драматург)
Николай Александрович Борисов (1849—1900) — русский драматург, мировой судья по профессии.

## Биография
Из дворян. Воспитывался в пансионе Келлера в Петербурге, окончил Новгород-Северскую мужскую гимназию, затем Императорский университет Святого Владимира в Киеве. Служил в Смоленской губернии по дворянским выборам, был мировым судьёй. В 1879 году вышел в отставку.
Автор комедии «Немезида» (1890; подпись Николай Александрович) , пьес «Следователь» (1898), «Кумир» (1898), «Увядающий ландыш» (1898), «Притча во языцех» (1899). Критика выделила умение Борисова «свежо» и «жизненно» описывать характеры и ситуации, а также его «прекрасный литературный язык», вместе с тем отметила в пьесах, сюжеты которых почерпнуты из современной жизни, склонность к мелодраме, затянутость действия. Успеху постановок пьес Борисова на сценах петербургского Малого театра и московского театра Корша немало способствовало удачное исполнение главных ролей актрисами, в том числе Л. Б. Яворской. Наиболее популярной была пьеса «Бирон» (Александринский театр, 1899), отличающаяся точным воспроизведением исторической обстановки, особенностей языка персонажей. Борисов рассматривал «Бирона» как первую часть исторической трилогии.